# Celastrina sidara
Celastrina sidara är en fjärilsart som beskrevs av Clench 1944. Celastrina sidara ingår i släktet Celastrina och familjen juvelvingar. Inga underarter finns listade i Catalogue of Life.